# Саранди-дель-Йи
Саранди-дель-Йи (исп. Sarandí del Yí) — город в департаменте Дурасно, в центральном Уругвае. Административный центр одноимённого муниципалитета.

## География
Расположен на северном берегу реки Йи, на пересечении национальных Маршрутов № 6 и № 14, приблизительно в 95 километрах к востоку от Дурасно, столицы департамента. Ближайший населённый пункт расположен в 18 км к югу — это небольшой город Капилья-дель-Саусе департамента Флорида. Абсолютная высота — 104 метра над уровнем моря.

## История
Село (исп. pueblo) было основано на этом месте 19 декабря 1875 года. 13 июня 1906 года законодательным актом № 3 3 041 статус населённого пункта был повышен до «малого города» (исп. villa), а 23 августа 1956 года законодательным актом № 3 123 308 — до города (исп. ciudad).

## Население
Согласно данным переписи 2011 года население города составляет 7 176 человек.
| Год  | Население |
| ---- | --------- |
| 1908 | 3,988     |
| 1963 | 5,882     |
| 1975 | 6,355     |
| 1985 | 5,910     |
| 1996 | 6,662     |
| 2004 | 7,289     |
| 2011 | 7,176     |

Источник: Instituto Nacional de Estadística de Uruguay

## Городская администрация
- Алкайд (глава городской администрации) — Марио Сесар Перейра[6]

## Известные жители
- Хуан Рамон Карраско (15 сентября 1956) — уругвайский футболист.
- Николас Маричаль Перес (исп. Nicolás Marichal Pérez; род. 17 марта 2001, Саранди-дель-Йи, Дурасно) — уругвайский футболист, защитник московского «Динамо»[2] и сборной Уругвая.

## Галерея

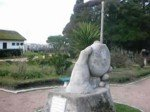
Памятник мате в городском парке Элиас Регулес
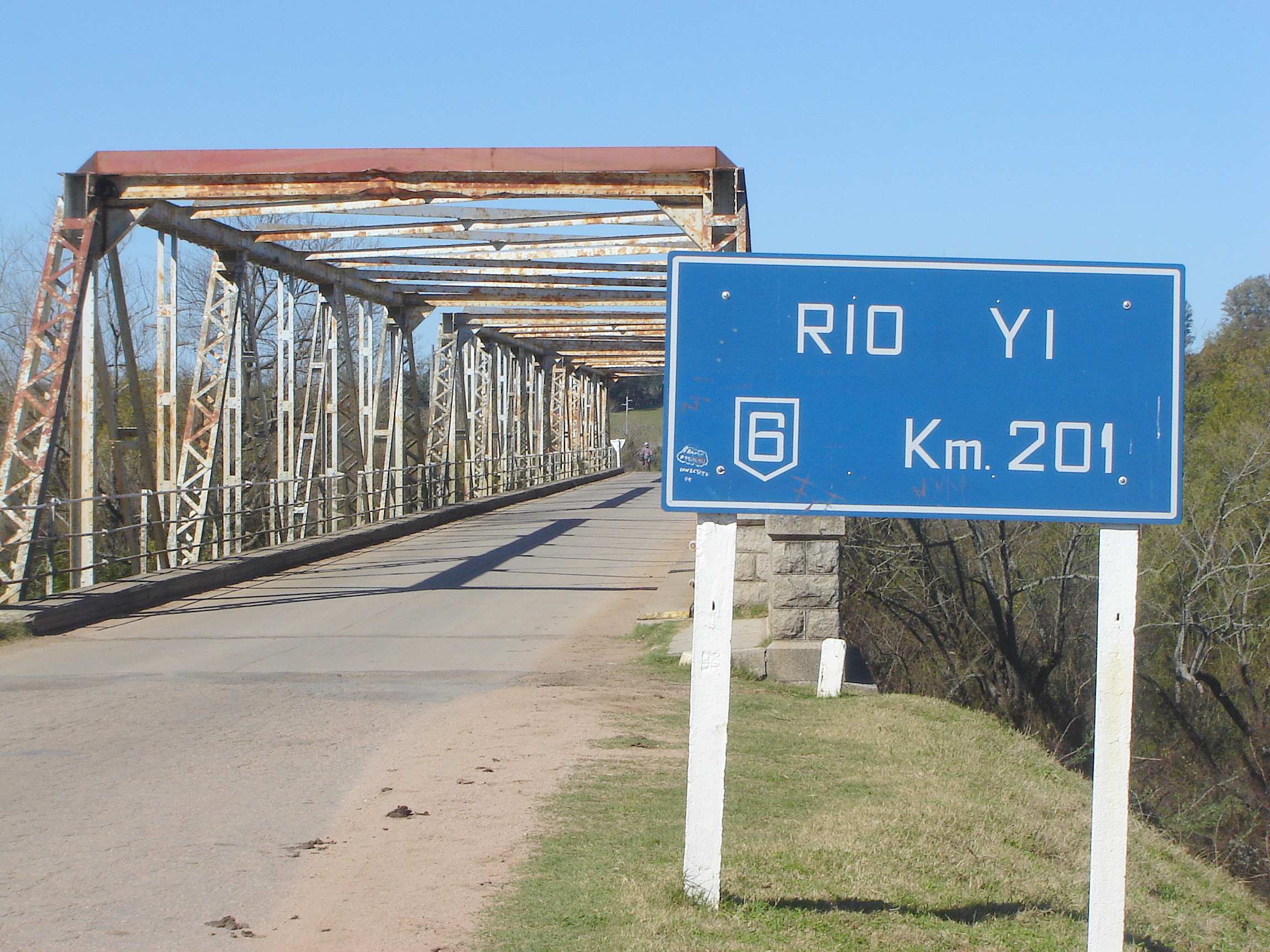
Мост через реку Йи
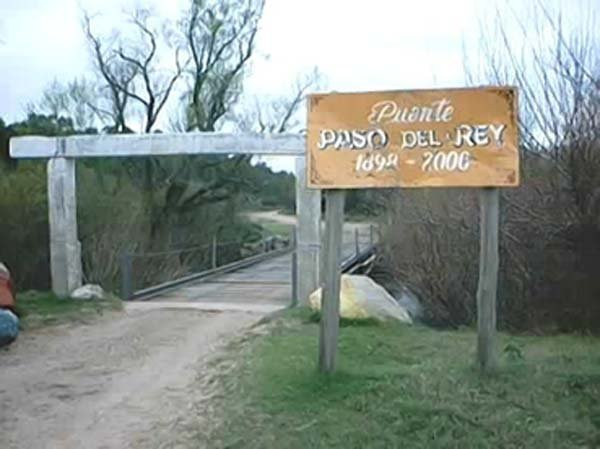
Мост Пасо-дель-Рей